# 昂德雷西
昂德雷西（法語：Andrésy，法語發音：[ɑ̃dʁezi]）是法国伊夫林省的一个市镇，属于圣日耳曼昂莱区。

## 地理
昂德雷西（48°58'51"N, 2°3'30"E）面积6.91 平方千米，位于法国法蘭西島大區伊夫林省，该省份为法国北部内陆省份，北起瓦兹河谷省，西接厄尔省，西南接厄尔-卢瓦省，东南接埃松省，东临上塞纳省。
与昂德雷西接壤的市镇（或旧市镇、城区）包括：阿谢尔、卡里耶尔苏普瓦西、尚特卢莱维涅、孔夫朗-圣奥诺里讷、莫尔库尔、塞纳河畔特列勒。

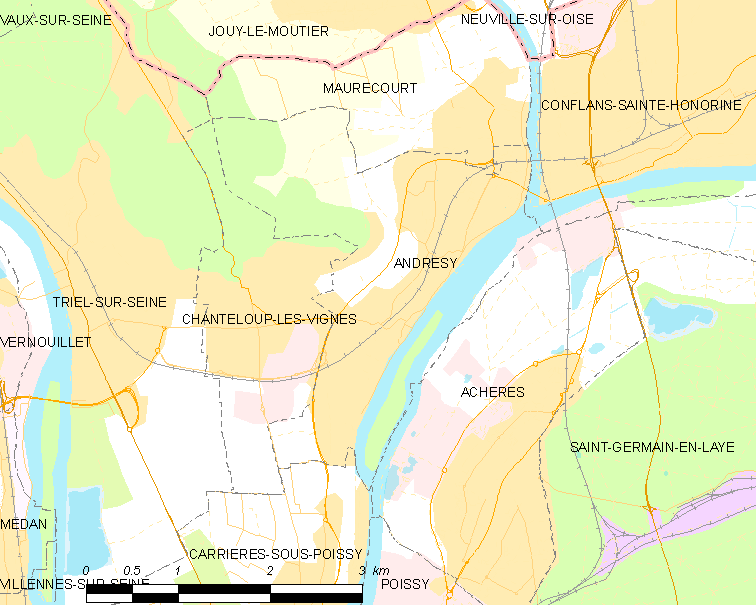
昂德雷西的OSM定位图

昂德雷西的时区为UTC+01:00、UTC+02:00（夏令时）。

## 行政
昂德雷西的邮政编码为78570，INSEE市镇编码为78015。

## 政治
昂德雷西所属的省级选区为孔夫朗圣奥洛里娜县。

## 人口

1962-2008年间昂德雷西人口变化图示

昂德雷西于2022年1月1日时的人口数量为13663人。